# Nîmes-Alès-Camargue-Cévennes repülőtér
A Nîmes-Alès-Camargue-Cévennes repülőtér (IATA: FNI, ICAO: LFTW) egy nemzetközi repülőtér Franciaországban, Nîmes közelében. Éves utasforgalma 185 242 fő (2022).

## Légitársaságok és úticélok
| Légitársaság | Célállomások                                          |
| ------------ | ----------------------------------------------------- |
| Ryanair      | Charleroi, Fes, Marrakech Szezonális: London–Stansted |

## Futópályák
A repülőtér futópályái:
- 18/36

## Forgalom
Az utasforgalom az elmúlt években az alábbi módon változott:
| Utasok száma | 265 275 | 277 227 | 134 282 | 205 909 | 224 444 | 192 174 | 207 533 | 213 005 | 231 031 | 185 242 |
|              | 1997    | 2000    | 2003    | 2005    | 2008    | 2011    | 2014    | 2016    | 2019    | 2022    |